# 美濃部又五郎
美濃部 又五郎（みのべ またごろう）は、幕末の武士。常陸国水戸藩側用人として藩主慶篤を支えた。墓は江林寺墓地(祇園寺)

## 経歴
名は茂定、後に亨。文政2年（1819年）、常陸国にて美濃部茂政の長男として生まれる。嘉永3年（1850年）に家督を相続。文久元年（1861年）、水戸藩と長州藩の連携を図る。同3年（1863年）、側用人に昇進。元治元年（1864年）に起こった天狗党の乱では、田丸稲之衛門らの説得を図っている。水戸藩で諸生党が実権を握ると捕えられる。慶応元年10月25日（1865年12月12日）、刑死した。47歳没。大正4年（1915年）、正五位を贈られた。